# Adesmia filicaulis
Adesmia filicaulis är en ärtväxtart som beskrevs av Rodolfo Amando Philippi. Adesmia filicaulis ingår i släktet Adesmia och familjen ärtväxter. Inga underarter finns listade i Catalogue of Life.